# 23

23(이십삼)은 22보다 크고 24보다 작은 자연수다.

## 수학
- 9번째 소수(素數)다. 앞의 소수는 19, 다음 소수는 29다.
  - 쌍둥이 소수가 아닌 첫 번째 홀수 소수다.
  - 5번째 소피 제르맹 소수(↔ 47)다. 앞의 소피 제르맹 소수는 11, 다음은 29다.
  - 4번째 안전 소수(↔ 11)다. 앞의 안전 소수는 11, 다음은 47이다.
- {\displaystyle 23=5+7+11}
  - 연속하는 세 소수(素數)의 합으로 나타낼 수 있는 세 번째 수다. 이 성질을 지닌 앞의 수는 15, 다음 수는 31이다.
- 1이 23개 늘어서 있는 11111111111111111111111은 소수이며, 1이 2개, 19개, 317개, 1031개 늘어서 있을 때에도 소수가 되는데, 이러한 수를 레퓨닛 소수라고 한다. 앞의 레퓨닛 소수는 1111111111111111111이고, 다음은 R317이다.

## 과학
- 바나듐(V)의 원자번호.
- 인간의 성 염색체는 총 23개다.

## 교통
- 고속도로
  - 유럽 고속도로 23호선: 프랑스 메스에서 스위스 로잔까지 이어지는 유럽 고속도로.
  - 아우토반 23호선: 독일의 고속도로.

- 국도 제23호선
  - 대한민국 23번 국도: 전라남도 강진군 강진읍에서 충청남도 천안시 동남구까지 이어지는 대한민국의 국도.
  - 일본 23번 국도: 아이치현 도요하시시에서 미에현 이세시까지 이어지는 일본의 국도.

## 문화유산
- 대한민국의 국보 제23호: 경주 불국사 청운교 및 백운교
- 대한민국의 보물 제23호: 김제 금산사 석련대
- 대한민국의 사적 제23호: 경주 경덕왕릉

## 방송
- 연합뉴스TV의 채널 번호.

## 시간
- 23시는 밤 11시이다.

## 스포츠
- 국제 축구 연맹이 주관하는 국가간 경기에 출전할 수 있는 최대 엔트리는 23명이다.
- 전 NBA 시카고 불스의 농구 황제 마이클 조던의 등번호는 23번이다.
- 현 NBA 로스엔젤레스 레이커스의 킹 르브론 제임스의 등번호는 23번이다.
- 올림픽 축구 대표의 나이 상한은 만 23세다. (미국식 나이 기준. 단, 본선에 한해서 23세 이상의 와일드카드 3명이 참가할 수 있다.)

## 작품
- 영화
  - 《23(영어판)》(1998): 독일의 스릴러 영화.

- 음악
  - 《23》: 대한민국의 록 밴드 혁오의 정규 음반. 2017년 4월 24일 출시.
  - 〈23(영어판)〉: 마이크 윌 메이드 잇의 데뷔 싱글. 2013년 9월 10일 출시되었으며, 주시 J, 위즈 칼리파, 마일리 사이러스가 피처링을 담당했다.

## 기타

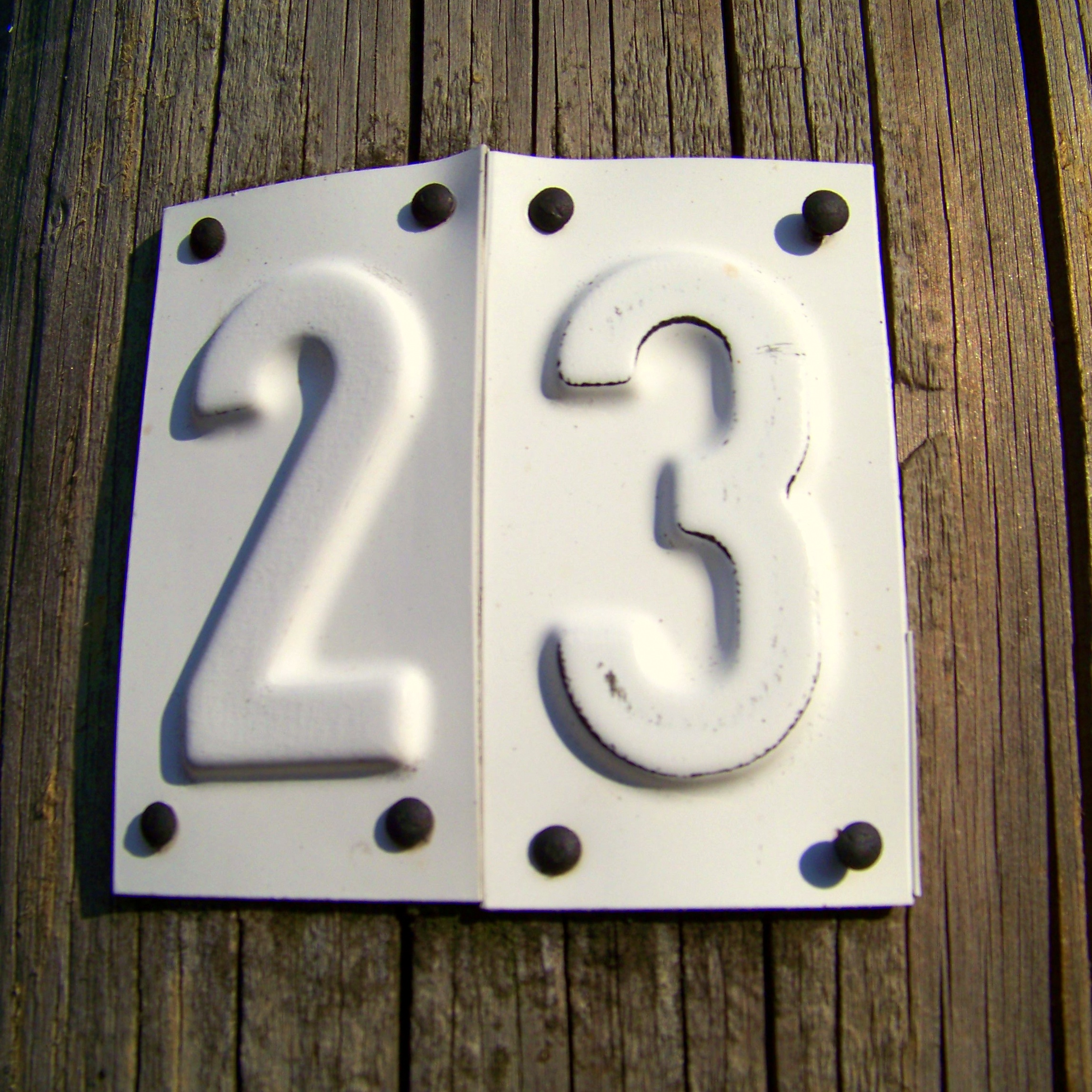

- 날짜: 2월 3일
- 연도: 23년, 기원전 23년
- 23부제
- ‘닛산’의 숫자 고로아와세.